# Premierzy Jamajki

## Kolonia (1953–1962)
| # | Imię i nazwisko                  | Portret | Kadencja         | Kadencja         | Partia polityczna | Partia polityczna |
| # | Imię i nazwisko                  | Portret | Od               | Do               | Partia polityczna | Partia polityczna |
| - | -------------------------------- | ------- | ---------------- | ---------------- | ----------------- | ----------------- |
| 1 | Alexander Bustamante (1884–1977) |         | 5 maja 1953      | 2 lutego 1955    |                   | JLP               |
| 2 | Norman Manley (1893–1969)        |         | 2 lutego 1955    | 29 kwietnia 1962 |                   | PNP               |
| 2 | Alexander Bustamante (1884–1977) |         | 29 kwietnia 1962 | 6 sierpnia 1962  |                   | JLP               |

## Niepodległe państwo (1962–)
| #   | Imię i nazwisko                     | Portret | Kadencja             | Kadencja             | Partia polityczna | Partia polityczna |
| #   | Imię i nazwisko                     | Portret | Od                   | Do                   | Partia polityczna | Partia polityczna |
| --- | ----------------------------------- | ------- | -------------------- | -------------------- | ----------------- | ----------------- |
| 1   | Alexander Bustamante (1884–1977)    |         | 6 sierpnia 1962      | 23 lutego 1967       |                   | JLP               |
| 2   | Donald Sangster (1911–1967)         |         | 23 lutego 1967       | 11 kwietnia 1967     |                   | JLP               |
| 3   | Hugh Shearer (1923–2004)            |         | 11 kwietnia 1967     | 2 marca 1972         |                   | JLP               |
| 4   | Michael Manley (1924–1997)          |         | 2 marca 1972         | 1 listopada 1980     |                   | PNP               |
| 5   | Edward Seaga (1930–2019)            |         | 1 listopada 1980     | 10 lutego 1989       |                   | JLP               |
| (4) | Michael Manley (1924–1997)          |         | 10 lutego 1989       | 30 marca 1992        |                   | PNP               |
| 6   | Percival James Patterson (ur. 1935) |         | 30 marca 1992        | 30 marca 2006        |                   | PNP               |
| 7   | Portia Simpson-Miller (ur. 1945)    |         | 30 marca 2006        | 11 września 2007     |                   | PNP               |
| 8   | Bruce Golding (ur. 1947)            |         | 11 września 2007     | 23 października 2011 |                   | JLP               |
| 9   | Andrew Holness (ur. 1972)           |         | 23 października 2011 | 5 stycznia 2012      |                   | JLP               |
| (7) | Portia Simpson-Miller (ur. 1945)    |         | 5 stycznia 2012      | 3 marca 2016         |                   | PNP               |
| (9) | Andrew Holness (ur. 1972)           |         | 3 marca 2016         | nadal                |                   | JLP               |